# Aparecida (São Paulo)
Aparecida (deutsch „die Erschienene“ für „Unsere Liebe Erschienene Frau“, amtlich portugiesisch Município da Estância Turística de Aparecida) ist eine Gemeinde im Südosten des Bundesstaates São Paulo und zählt 35.000 Einwohner (Volkszählung 2010). Seit einer Marienerscheinung im Jahre 1717 und mit zurzeit jährlich fast 8 Millionen Pilgern, ist die Stadt der bedeutendste Wallfahrtsort Brasiliens.

## Geschichte

### Gründung des Marienschreins
Aparecida war ursprünglich Teil der Gemeinde Guaratinguetá. 1717 erschien die Gottesmutter Maria angeblich drei Fischern, die eine Marienstatue fanden. Die Marienstatue wurde in einer Kapelle verehrt. Ihr werden zahlreiche Wunder zugeschrieben, so dass ein stetig anschwellender Pilgerstrom den Bau einer größeren Kirche und schließlich einer riesigen Basilika auslöste: Die riesige Basílica de Nossa Senhora Aparecida, nach dem Petersdom die zweitgrößte katholische Kirche der Welt.

### Erzdiözese
Am 19. April 1958 erklärt Papst Pius XII. durch die Bulle Sacrorum antistitum Aparecida zur Erzdiözese (Erzbistum Aparecida) und bekräftigt damit die herausragende Bedeutung der Stadt für das katholische Brasilien. Die neue Diözese erhielt dafür Gebiete der Erzdiözese São Paulo und der Diözese Taubaté. Der bisherige Bischof Aparecidas, Carlos Carmelo Kardinal de Vasconcelos Motta, wurde daraufhin Erzbischof des Erzbistums Aparecida. Momentaner Erzbischof ist Raymundo Damasceno Assis.

## Unsere Liebe Frau von Aparecida

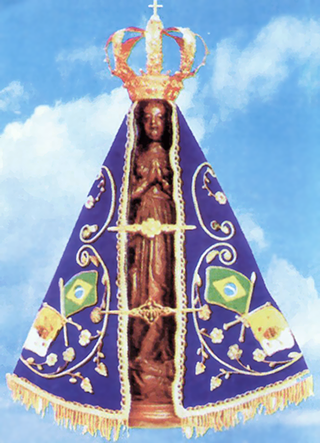
Die Marienstatue

1717 kündigte sich Dom Pedro de Almeida e Portugal, Graf von Assumar und Gouverneur der damaligen Staaten Minas Gerais und São Paulo für einen Besuch in Ouro Preto an. Sein Weg führte durch Guaratinguetá, und so wurden drei Fischer beauftragt, genügend Fische für einen Empfang zu besorgen: Domingos Garcia, Filipe Pedroso und João Alves. Ihre Netze blieben jedoch leer und sie kamen an einen Ort namens Porto Itaguaçu. Dort warf Alves sein Netz aus und staunte, als er eine Tonstatue der Gottesmutter aus dem Wasser zog – jedoch ohne Kopf. Er warf sein Netz erneut aus und barg auch den Kopf der Statue. Daraufhin füllte sich der Fluss mit Fischen und die drei Männer machten einen überreichen Fang.
Einer anderen Überlieferung nach wurde die Statue um 1650 von Bruder Agostino de Jesus aus São Paulo geschaffen, ging aber verloren und wurde erst nach vielen Jahren unter Wasser von den Fischern geborgen.
Fünfzehn Jahre lang befand sich die angeblich wundertätige Statue im Haus Pedrosos und wurde von den Nachbarn in einer selbstgebauten kleinen Kapelle verehrt, bevor sich die Stadt Guaratinguetá 1734 entschied, eine öffentliche Kapelle zu bauen, die 1745 eingeweiht wurde.
1834 wurde eine neue Kirche (die alte Basilika) gebaut, um dem stetig wachsenden Strom der Gläubigen zu entsprechen. Am 6. November 1888 besuchte Prinzessin Isabella zum zweiten Mal die Kirche und schenkte der Statue den blauen Mantel und eine diamanten- und rubinbesetzte Krone, die sie noch heute kleiden (2004 wurde zur Hundertjahrfeier ihrer Krönung eine neue Krone angefertigt). Nur Hände und Gesicht der Statue sind sichtbar und geben der Figur die klassische Gestalt einer Schutzmantelmadonna. Die damalige Basilika erhielt 1908 den Titel einer Basilica minor. Seit gut 100 Jahren wird die Wallfahrt von Redemptoristenpatres betreut.
1928 wurde Aparecida eine eigene Stadt, da um die Basilika eine beachtliche Menge Häuser gebaut worden waren. 1929 erklärte Papst Pius XI. Unsere Liebe Erschienene Frau (bzw. Unsere Liebe Frau von Aparecida, je nach Lesart) zur Königin Brasiliens und Schutzpatronin. Das Fest zu Ehren der Heiligen ist der 12. Oktober.
Vom 13. bis zum 31. Mai 2007 fand in Aparecida die V. Generalversammlung des lateinamerikanischen Episkopates statt, die vorherige Versammlungen in Rio de Janeiro (1955), Medellín (1968), Puebla (1979) und Santo Domingo (1992) fortsetzte.

## Moderne Basilika

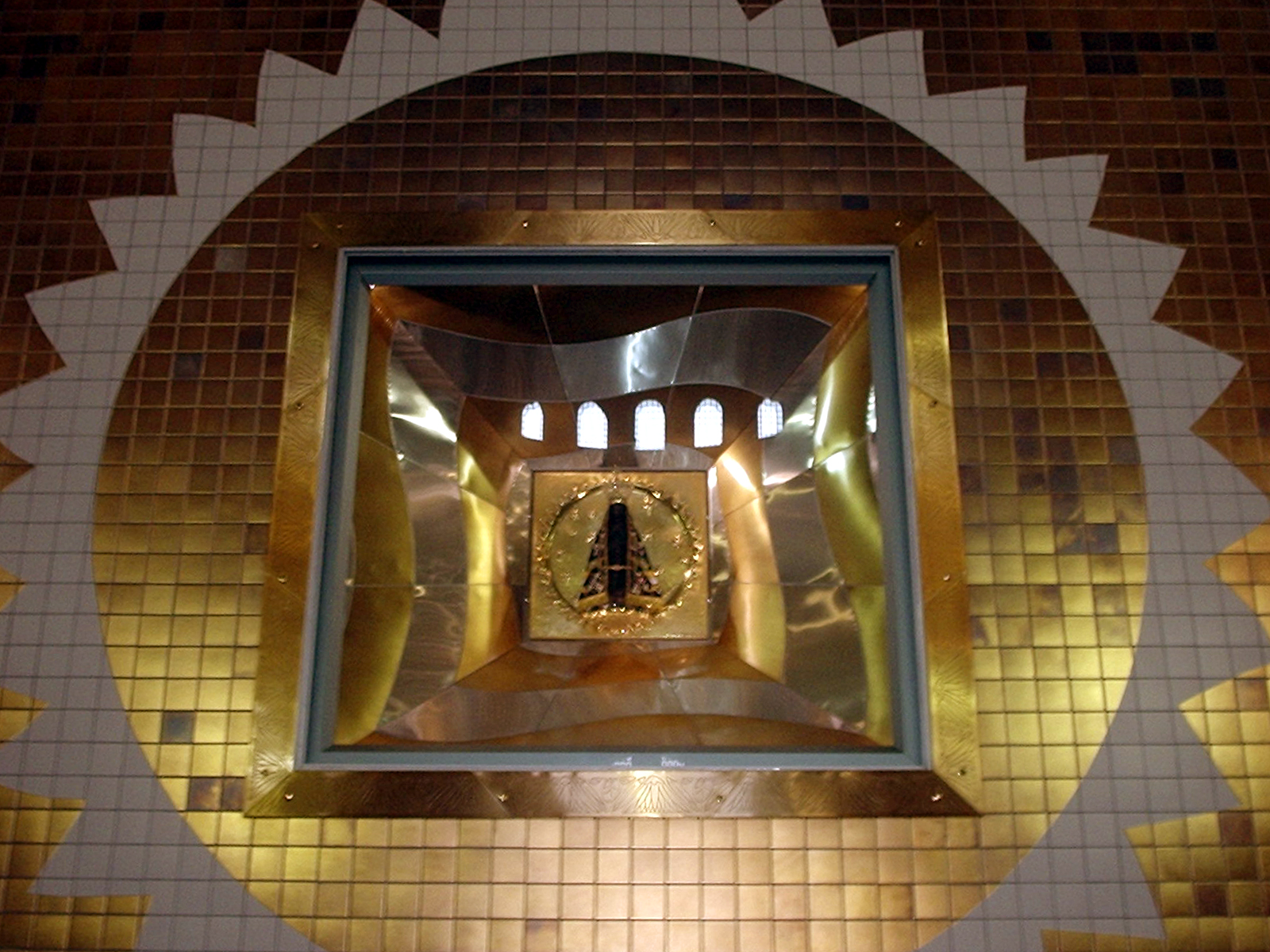
Die Originalfigur im Schrein, seit 1988 Nationalheiligtum

Das Herz des Heiligtums ist eine Schwarze Madonna – Nossa Senhora de Aparecida oder einfach Nossa Mãe. 1955 wurde die Basilika wiederum zu klein und man begann mit dem Bau der Modernen Basilika nach Plänen von Benedito Calixto. Die Basilika wurde 1980 von Papst Johannes Paul II. geweiht und ebenfalls mit dem Titel Basilica minor geehrt. Die Basilika ist jedoch immer noch nicht ganz fertig: Stetige Ausbau- und Reparaturmaßnahmen stehen an, ebenso wie die Anbringung des Innen- und Außenschmuckes. Im Jahr 2007 besuchte Papst Benedikt XVI. die Basilika und weihte die neue Kirchturmuhr, die größte der Welt.
Mit Maßen von 173 m Länge, 168 m Breite und einer Höhe von 40 m (Schiffe) bzw. 70 m (Kuppel) ist die Wallfahrtskirche der zentrale Anziehungspunkt der Stadt und zugleich die zweitgrößte katholische Kirche der Welt (nach dem Petersdom). Im Jahr 1984 erklärte die brasilianische Bischofskonferenz sie zum größten Marienheiligtum der Welt. Die Basilika hat ein Fassungsvermögen von über 45.000 Menschen, auf dem Parkplatz von 272.000 m² können 4.000 Busse und 6.000 Autos parken. Mit jährlich fast 8–12 Millionen Pilgern zählt der Marienschrein zu den drei meistbesuchten katholischen Wallfahrtsorten der Welt und damit zur Haupterwerbsquelle der Stadt, deren Gewerbe zu einem Großteil aus Hotels und Souvenirläden besteht.

## Attentate
1979 wurde die Statue in einem Attentat in fast 200 kleine Stücke zerschlagen. Daraufhin wurde sie von einem Kunstsammler und dem Direktor des Kunstmuseums von São Paulo sowie einer Visagistin komplett wiederhergestellt. Seitdem ist sie nur noch durch eine Panzerglaswand in der Kirche zu betrachten. Mittlerweile ist sie durch Licht und Kerzenruß fast vollständig geschwärzt.
1995 trat der Priester Sergio von Helde der Pfingstler-Gemeinde Igreja Universal do Reino de Deus während eines Fernsehauftrittes ein Modell der Statue und schrie: „Kann Gott wirklich mit so einem hässlichen Ding verglichen werden?“ Die Öffentlichkeit reagierte mit einer Klagewelle gegen ihn und Sergio von Helde musste nach Afrika versetzt werden.

## Verbreitung des Namens Aparecida

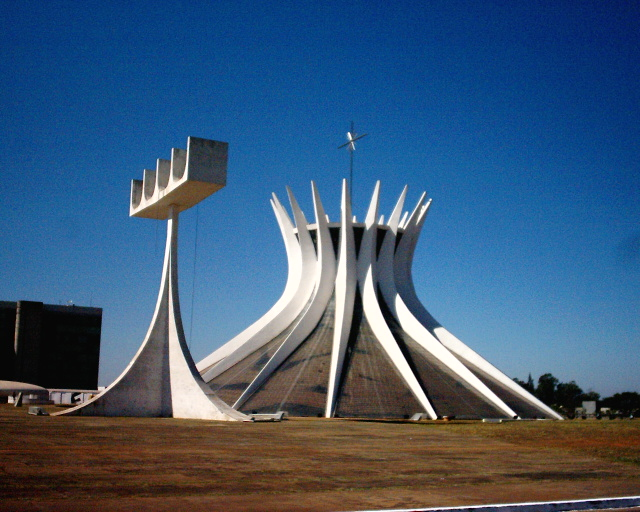
Die gleichnamige Kathedrale von Brasilia

Der Einfluss des Marienkultes in Aparecida ist enorm:
- 296 brasilianische Kirchen sind der Heiligen gewidmet, fünf Kathedralen tragen den gleichen Titel.
- In Verehrung des Nationalschreines ist Aparecida ein beliebter brasilianischer Geburtsname (Rufname Cida).
- Mehrere brasilianische Städte wurden nach dem Wallfahrtsort benannt:
  - Aparecida, Gemeinde in Paraíba
  - Aparecida de Goiânia, Gemeinde in Goiás
  - Aparecida d’Oeste, Gemeinde in São Paulo
  - Aparecida do Rio Doce, Gemeinde in Goiás
  - Aparecida do Rio Negro, Gemeinde in Tocantins
  - Aparecida do Taboado, Gemeinde in Mato Grosso do Sul
  - Boa Vista da Aparecida, Gemeinde in Paraná
  - Conceição da Aparecida, Gemeinde in Minas Gerais
  - Nossa Senhora Aparecida, Gemeinde in Sergipe
  - Aparecida (Spanien), Gemeinde in Alicante